# Az X-Men: Evolúció epizódjainak listája
Az itt látható táblázat az X-Men: Evolúció epizódjainak rövid leírását tartalmazza és egy gyors áttekintés látható az évadokról.

## A sorozat évadjai
| Évad | Évad | Epizódok száma | Évad premier         | Évad finálé         |
| ---- | ---- | -------------- | -------------------- | ------------------- |
|      | 1    | 13             | 2000. november 4.    | 2001. május 12.     |
|      | 2    | 17             | 2001. szeptember 29. | 2002. május 11.     |
|      | 3    | 13             | 2002. szeptember 14. | 2003. augusztus 16. |
|      | 4    | 9              | 2003. augusztus 30.  | 2003. október 25.   |

## 1. évad
| # | Cím                                        | Rendező(k)       | Író(k)                        | Első vetítés       |
| --- | ------------------------------------------ | ---------------- | ----------------------------- | ------------------ |
| 1 | X-stratégia (Strategy X)                   | Frank Paur       | Bob Forward                   | 2000. november 4.  |
| Kurt Wagner (Árnyék) beköltözik új otthonába a Xavier Intézetbe. Mystique kémet próbál beépíteni az iskolába, ehhez Todd Tolanskit (Varangy) használja fel aki békához hasonló képességekkel rendelkezik. Megjegyzés: Először jelenik meg Küklopsz, Jean Grey, Farkas, Prof. Charles Xavier, Ciklon, Árnyék, Varangy, Mystique, Kardfog, Duncan Matthews és Magneto.                                                                                                |                                            |                  |                               |                    |
| 2 | Az X-impulzus (The X-Impulse)              | Gary Graham      | Greg Johnson                  | 2000. november 11. |
| Kitty Pryde felfedezi mutáns képességét. Xavier Jean Greyt küldi, hogy csatlakozzon a mutánsiskolához. A középiskolában Lance Alvers vagyis Lavina kihasználja a még esetlen Kittyt, de nem úgy alakulnak a dolgok ahogyan ő szerette volna ezért később elhagyja az iskolát. Kitty végül csatlakozik a X-Menekhez. Megjegyzés: Először jelenik meg Árnymacska és Lavina . Szintén az első alkalom, hogy Farkas harcol riválisával, Kardfoggal.                     |                                            |                  |                               |                    |
| 3 | Harc Vadócért (Rogue Recruit)              | Steven E. Gordon | Simon Furman                  | 2000. november 18. |
| Vadóc egy véletlen folytán fedezi fel képességét. Az X-Men csapat elindul a keresésére, de Mystique szövetkezik Sorssal aki egy jövőbe látó mutáns és elhitetik Vadóccal hogy az X-ek vadásznak rá, így végül beáll a Mutánsok Testvérisége csoporthoz. Megjegyzés: Először jelenik meg Vadóc és Sors. |                                            |                  |                               |                    |
| 4 | Mutána darálás (Mutant Crush)              | Frank Paur       | Katherine Lawrence            | 2000. november 25. |
| Fred Dukes, egy mutatványos Texasból. Mystique beíratja a Bayville-i középiskolába, de hirtelen haragja korlátozza abban, hogy barátokat találjon. Jean segít neki a beilleszkedésben, de a dolgok rosszabbra fordulnak mivel Fred azt hiszi a lány szerelmes belé... Megjegyzés: Először jelenik meg Haspók. |                                            |                  |                               |                    |
| 5 | Sebesség és Tüske (Speed and Spyke)        | Gary Graham      | Bob Forward                   | 2000. december 9.  |
| Evan Daniels, Ororo Monroe (Ciklon) unokaöccse is mutáns képességgel bír és ezt ő is tudja. Annak ellenére, hogy tud erejéről kezdetben megtagadja, hogy csatlakozzon a X-Menekhez. Amikor azonban egykori kosárlabda csapattársa Pietro Maximoff (Higanyszál) folyamatosan lop pénzt tőle, végül beáll a csapatba. Megjegyzés: Először jelenik meg Tüske és Higanyszál.                                                                                            |                                            |                  |                               |                    |
| 6 | Két világ között (Middleverse)             | Steven E. Gordon | Adam Beechen                  | 2001. január 27.   |
| Vadóc véletlenül Kurt-öt egy másik dimenzióba küldi ahol találkozik Forge-dzsal aki a 70-es évek óta a szerkezet fogságában van. Ők ketten tervet dolgoznak ki a normál életbe való visszatérésre. A dolgok bonyolódni kezdenek amikor az X-ek felfedezik a gépet és a Testvériség ezt el akarja lopni. Megjegyzés: Először jelenik meg Forge. |                                            |                  |                               |                    |
| 7 | Vadóc döntése (Turn of the Rogue)          | Boyd Kirkland    | Rick Ungar Greg Johnson       | 2001. február 3.   |
| Scott Summers / Küklopsz és Jean Grey felkészülnek geológia klub kirándulásra, de Mystique elintézi, hogy Jean helyett Vadóc menjen a túrára arra törekedve, hogy nézet eltérést szítson a lány és az X-men között. Végül Vadóc megtudja Mystique terveit és csatlakozik az X-Men csapathoz. |                                            |                  |                               |                    |
| 8 | Tüskekamera (SpykeCam)                     | Frank Paur       | Christy Marx Randy Littlejohn | 2001. február 10.  |
| Evannak a mindennapi életéről kell filmet készítenie, de Kardfog megszerzi a kameráját és így megtudja hol van a Xavier Intézet és vele együtt Farkas. |                                            |                  |                               |                    |
| 9 | Győzzön a jobbik (Survival of the Fittest) | Gary Graham      | Pamela Hickey & Dennys McCoy  | 2001. március 3.   |
| A X-Men csapat és a Testvériség egy nyári táborban vetélkednek egymással, de együtt kell működniök amikor egy nagy és megállíthatatlan mutáns fenyegeti Xaviert és Mystique-et is. Megjegyzés: Először jelenik Buldózer |                                            |                  |                               |                    |
| 10 | A múlt árnyai (Shadowed Past)              | Steven E. Gordon | Bob Forward                   | 2001. március 31.  |
| Vadócnak Kurtről vannak rémálmai. Ez annak köszönhető, hogy korábban elszívta Mystique emlékeit. Az emlékekből kiderül, hogy ő Kurt édesanyja. Farkas kideríti, hogy Árnyékon is végeztek kísérleteket amit Magneto vezetett, de úgy dönt ezt még nem kell megtudnia a fiúnak. |                                            |                  |                               |                    |
| 11 | Sötét emlékek (Grim Reminder)              | Frank Paur       | Len Uhley                     | 2001. április 14.  |
| Farkast álmok gyötrik a múltjáról ezért elmegy a kanadai vadonban és ott nem csak Kardfoggal hanem azzal az orvossal is találkozik aki adamantium csontvázzal látta el. Az orvos még régen egy chipet ültetett Logan fejébe és ezzel akarja irányítani őt. Árnyékra és Árnymacskára vár a feladat (akik az X gépen rejtőztek el), hogy megmentsék Farkast. |                                            |                  |                               |                    |
| 12 | A katlan - 1. rész (The Cauldron - Part 1) | Gary Graham      | Simon Furman                  | 2001. május 5.     |
| Scott újra találkozik testvérével Alexszel. Az X-ek kénytelenek a Testvériséggel harcolni, de ők nem értik hogy a Testvériség miért támadta meg őket. Megjegyzés: Először jelenik Plazma |                                            |                  |                               |                    |
| 13 | A katlan - 2. rész (The Cauldron - Part 2) | Steven E. Gordon | Greg Johnson                  | 2001. május 12.    |
| Magneto csatákkal dönti el ki a jobb harcos. A nyerteseket erőszakkal az "M Aszteroidára" szállítják és felajánlja nekik, hogy erejüket magasabb szintre emelhetik. Scott és Alex belépnek az átalakítógépbe és erejük hatalmasabb lesz az eddiginél. Scottnak többé nincs szüksége a szemüvegére, saját maga uralja erejét, de az elméjüket is megváltoztatja ez a hatás. Most rajtuk a sor, hogy eldöntsék követik e Magneto terveit vagy megmentik barátaikat... |                                            |                  |                               |                    |

## 2. évad
| # | Cím                                                      | Rendező(k)                                  | Író(k)                     | Első vetítés         |
| --- | -------------------------------------------------------- | ------------------------------------------- | -------------------------- | -------------------- |
| 1 | Növekvő fájdalom (Growing Pains)                         | Frank Paur                                  | Cydne Clark & Steve Granat | 2001. szeptember 29. |
| A Testvériség az iskola lánycsapat futballmérkőzésén (ahol Jean is egy csapattag) akarja felfedni a mutánsokat a világnak. Vadóc egy Risty nevű lánnyal barátságot köt. Megjegyzés: Először jelenik meg Robbancs, Ágyúgolyó, Jégember, Magma, Elektro, Jubileum, Jamie Madrox, Farkasember (nem összetévesztendő Logannal, akit a képregényekben Rozsomákként ismerünk, de a sorozatban Farkasnak szinkronizáltak), Napfolt. |                                                          |                                             |                            |                      |
| 2 | Bada-Bing Bada-Boom! (Bada-Bing Bada-Boom!)              | Steven E. Gordon                            | Greg Johnson               | 2001. október 6.     |
| Robbancs flörtöl Árnyékkal, ezután bűnöző apja látogatja meg és megkéri, hogy segítsen neki egy rablásban. Tabitha vonakodva beleegyezik, de a lopott pénzre a Testvériség is rá akarja tenni a kezét. Az epizód végén a lány csatlakozik hozzájuk. |                                                          |                                             |                            |                      |
| 3 | Hullámzó erő (Power Surge)                               | Gary Graham                                 | Doug Molitor               | 2001. október 13.    |
| Jean Grey elveszti az irányítást a telepatikus képességek fölött amely egyre növekszik. Megállítására csak Vadóc képes. Megjegyzés: Először jelenik meg Hank McCoy és kezd kialakulni Jean Főnix énje is. |                                                          |                                             |                            |                      |
| 4 | Móka és kacagás (Fun and Games)                          | Frank Paur                                  | Brian Swenlin              | 2001. október 20.    |
| Amíg X professzornak meg kell javítania Buldózer celláját ami mozdulatlanságban tartja őt, addig a fiatalabb X-Menek elcsalják Küklopszot és Jeant azért, hogy ők addig bulizhassanak. Azonban van egy vendég aki bajt hoz az X-ek fejére... Megjegyzés: Ebben a részben kiderül, hogy Risty valójában Mystique. |                                                          |                                             |                            |                      |
| 5 | A Bayville-i bestia (The Beast of Bayville)              | Gary Graham                                 | William Forrest Cluverius  | 2001. október 27.    |
| Dr. Hank McCoynak nincs energiája, hogy harcoljon a mutációja ellen, ami arra kényszeríti őt, hogy egy erőszakos bestia legyen. Amikor végül átváltozik, akkor Tüske az egyetlen, aki esetleg segíthet rajta. Megjegyzés: Először jelenik meg Bestia, mint mutáns. |                                                          |                                             |                            |                      |
| 6 | Elsodródva (Adrift)                                      | Steven E. Gordon                            | Greg Johnson               | 2001. november 3.    |
| Alex webkamerán közvetíti szörfözését Scottnak (aki meglátogatta testvérét), de egyszer csak elkapja egy hullám. Scott a megmentésére siet, de egy hatalmas vihar veszélyezteti mindkettőjük életét. |                                                          |                                             |                            |                      |
| 7 | Angyal szárnyakon (On Angel's Wings)                     | Frank Paur                                  | Boyd Kirkland              | 2001. november 17.   |
| Karácsonykor egy rejtélyes angyal életeket ment meg. Scott és Vadóc a keresésére indulnak, de Magneto is felfigyel a rejtélyes alakra és maga mellé akarja állítani, de a 2 X-mennek is lesz egy-két szava. Megjegyzés: Először jelenik meg Angyal. |                                                          |                                             |                            |                      |
| 8 | Afrikai ciklon (African Storm)                           | Gary Graham                                 | Nick Dubois                | 2001. december 1.    |
| Ciklont kínozza Hungan, egy gonosz afrikai sámán, aki el akarja lopni az erejét és arra akarja használni, hogy átvegye a hatalmat Afrika fölött. Ciklont az X-Meneknek kell megmenteni és meg állítani egy olyan ellenséget, aki ismeri a nő minden gyengeségét. |                                                          |                                             |                            |                      |
| 9 | Száguldás (Joyride)                                      | Steven E. Gordon                            | Cydne Clark & Steve Granat | 2001. december 16.   |
| Lance (Lavina) csatlakozni akar az X-ekhez, hogy Kitty közelében lehessen, de ezt a Testvériség nem nézi jó szemmel. Eközben a fiatal tanonc mutánsok kilopóznak éjjel és az X-járgányokkal kocsikáznak és közben romba döntenek mindent és így Lance-t hibáztatják. Ez nekik móka és kacagás ameddig ki nem próbálják az X-gépet.                                                                                           |                                                          |                                             |                            |                      |
| 10 | Az élet keményebb oldalán (Walk on the Wild Side)        | Frank Paur                                  | Cydne Clark & Steve Granat | 2002. január 26.     |
| A X-Menek női tagjainak elegük van abból, hogy mindig másodhegedűst játszanak és megalkotnak egy bűnüldözési csoportot akiket Bayville Sziréneknek neveznek el a városiak. Scott és Kurt próbálják, megakadályozni, nehogy valami hatalmas hibát kövessenek el. Egy ideig a dolgok simán mennek, de végül egy régi ellenség keresztezi útjukat.                                                                              |                                                          |                                             |                            |                      |
| 11 | Újjászületés hadművelet (Operation: Rebirth)             | Gary Graham                                 | Bob Forward                | 2002. február 2.     |
| Nick Fury tájékoztatja Logant, hogy Magneto ellopott egy eszközt, amit régen arra használtak, hogy megalkossák, a szuperkatonát, Amerika Kapitányt. Farkas, Vadóc és Árnyék elmennek visszaszerezni azt. Eközben Logan visszaemlékezik a II. világháború egy legendás hősére és annak történelmére Megjegyzés: Először jelenik meg Nick Fury és vendégszereplőként Amerika Kapitány.                                         |                                                          |                                             |                            |                      |
| 12 | Hipnózisban (Mindbender)                                 | Steven E. Gordon                            | Bob Forward                | 2002. február 16.    |
| Egy rejtélyes hipnotizőr elrabolja az X-Menek egy részét és felhasználja őket különböző rablásokhoz. Megjegyzés: Először jelenik meg Mesmero és említés szintjén felmerül egy Apokalipszis nevű mutáns neve is. |                                                          |                                             |                            |                      |
| 13 | Árnyék tánc (Shadow Dance)                               | Boyd Kirkland                               | Boyd Kirkland              | 2002. március 2.     |
| Mindenki az iskolai Hölgyválasz táncestre készül. Eközben Forge összeállít egy eszközt, amely meghosszabbítja Árnyék teleportációs idejét, de furcsa lényekkel találkozik, miközben áthalad egy másik dimenzión. Ezeknek sikerült megszökni a nyílt portálon keresztül amit Árnyék hagyott maga után. Megjegyzés: Először jelenik meg Amanda Sefton.                                                                         |                                                          |                                             |                            |                      |
| 14 | Tanulmányi kirándulás (Retreat)                          | Frank Paur                                  | Michael Merton             | 2002. március 30.    |
| Bestia többször depresszív állapotba kerül, így Kitty szervez egy tanulmányi kirándulást a fiatalabb X-Menekkel és az Új Mutánsokkal (Tüske, Napfolt, Jégember, Farkasember). Azonban a vadászok elkapják Bestiát, mert azt gondolják ő Nagyláb. Így a fiataloknak kell kiszabadítaniuk tanárukat a fogságból. |                                                          |                                             |                            |                      |
| 15 | Boszorkány faktor (The HeX Factor)                       | Gary Graham                                 | Cydne Clark & Steve Granat | 2002. április 20.    |
| Mystique visszatér a Testvériséghez egy mentálisan instabil, de rendkívül erős mutánssal akinek bátyja Pietro. Megjegyzés: Először jelenik meg Skarlát Boszorkány és Agatha Harkness. |                                                          |                                             |                            |                      |
| 16 | A leszámolás napja - 1. rész (Day of Reckoning - Part 1) | Gary Graham, Steven E. Gordon, & Frank Paur | Cydne Clark & Steve Granat | 2002. május 11.      |
| Anti-mutáns aktivista Bolivar Trask elrabolja Farkast és megmutatja neki legújabb találmányát, az Őrök egyikét. Közben Magneto ki akar provokálni egy háborút az emberiség és a mutánsok között, ezért összehívja tanoncait, hogy egy kis káoszt csináljanak. Megjegyzés: Először jelennek meg a tanoncok (Gambit, Pyro, Kolosszus), az Őr és Bolivar Trask.                                                                 |                                                          |                                             |                            |                      |
| 17 | A leszámolás napja - 2. rész (Day of Reckoning - Part 2) | Gary Graham, Steven E. Gordon, & Frank Paur | Cydne Clark & Steve Granat | 2002. május 11.      |
| Az X-ek ledöbbennek amikor Xavier egyesíti őket a Testvériséggel azért, hogy legyőzzék Magnetot, de később egy megrázó csavar felfedi azt, hogy semmi sem az volt, aminek látszott. |                                                          |                                             |                            |                      |

## 3. évad
| # | Cím                                                                                | Rendező(k)  | Író(k)                      | Első vetítés         |
| --- | ---------------------------------------------------------------------------------- | ----------- | --------------------------- | -------------------- |
| 1 | Az igazság napja (Day of Recovery)                                                 | Gary Graham | Cydne Clark & Steve Granat  | 2002. szeptember 14. |
| A megmaradt X-Menek és a Testvériség tagjai az 51-es körzethez mennek, hogy megmentsék fogságba esett társaikat. Azonban Küklopsz csapdába ejti Mystique-t a körzetben azért, hogy mondja el hol van Xavier. Az X-ek a professzor nélkül néznek szembe egy olyan világgal amely retteg tőlük. Megjegyzés: Először jelenik meg Caliban. |                                                                                    |             |                             |                      |
| 2 | A hősök kötelessége (The Stuff of Heroes)                                          | Curt Geda   | Bob Forward                 | 2002. szeptember 20. |
| Amíg Ciklon és Bestia a szenátus előtt próbálják megfékezni a féktelen mutáns-ellenes tömeget, addig a többi X-Mennek meg kell állítania Buldózert, akit Mystique engedett el és azzal fenyeget, hogy megsemmisít egy gátat. |                                                                                    |             |                             |                      |
| 3 | Főáram (Mainstream)                                                                | Frank Paur  | Michael Merton              | 2002. szeptember 28. |
| Az iskolatanács engedélyezi a mutáns tanulók visszatérését ha nem használják erejüket, de az intézményben a többiek megvetik őket, verbálisan bántalmazzák, beleértve a mutáns-gyűlölő vezetőt Edward Kelly igazgató is. Mindazonáltal Kelly felfogadja Duncant, hogy álljon össze a Testvériséggel (Lavina, Varangy és Haspók) és harcoljanak az X-ekkel és ezáltal biztosítani egy állandó mutáns tilalmat. Megjegyzés: Lance és Kitty kapcsolata feszültté válik a csata alatt az iskola parkolójában, ahol rájönnek, hogy kapcsolatuk nem fog működni, mindaddig, amíg ők a különböző csapatokban vannak.                                                             |                                                                                    |             |                             |                      |
| 4 | Gazemberek ideje (The Stuff of Villains)                                           | Gary Graham | Adam Beecham                | 2002. október 5.     |
| Wanda meg akarja találni apját (Magneto), ezért Calibanhoz fordul segítségül. Később testvéréhez, Higanyszálhoz fordul információért, de ő ellenáll ezért átadja őt a rendőrségnek. Amikor a Testvériség megpróbálja kiszabadítani őt a börtönből (Magneto által Gambit felbérli őket), Vadóc és Árnymacska megpróbálja megakadályozni a mentési műveletet. |                                                                                    |             |                             |                      |
| 5 | Vakvágány (Blind Alley)                                                            | Curt Geda   | Doug Molitor                | 2002. október 19.    |
| Jean készül bevallani a Scott iránti szerelmét amikor Mystique (akinek sikerült megszöknie az 51-es körzetből és vágyik a bosszúra) elrabolja Scottot és a rubinvörös kvarcszemüvegét, aztán a mexikói sivatagban hagyja. Jean, a keresésére indul, de Mystique eltökéli, hogy megöli mindkettőjüket. |                                                                                    |             |                             |                      |
| 6 | Extrém intézkedesek (Blind Alley)                                                  | Frank Paur  | Jules Dennis & Greg Johnson | 2002. november 2.    |
| Evan benevez egy gördeszka versenyre, amelyet a "Pow-R 8" szóda szponzorál. Mindazonáltal az üdítő ártalmas a mutánsokra, és amikor Evan iszik belőle, akkor a mutációja nagyon komolyan előrehalad. Megmérgezi és elcsúfítja őt. Evan-t a Morlockok mentik meg, később a fiú csatlakozik hozzájuk. Megjegyzés: Először jelennek meg a Morlockok. |                                                                                    |             |                             |                      |
| 7 | A varangy, a boszorkány és a ruhásszekrény (The Toad, the Witch, and the Wardrobe) | Gary Graham | Steve Granat & Cydne Clark  | 2002. november 9.    |
| Wanda Magneto nyomában van és meg is találja őt a Tanoncok központjában ami egy a közeli síközpontban van. Eközben Kurt barátnője Amanda Sefton bemutatja fiúját szüleinek. Varangy ellopja Árnyék képinduktorát (így lőttek az álcájának a Sefton házaspár előtt). Varangy egyfolytában Wanda után lohol, de őt is követi a dühös Kurt. Azonban Magneto foglyul ejti Wandát és Agymester megváltoztatja az emlékeit, így elhiteti vele, hogy apja kedves és törödő emberként nevelte fel lányát (így arra sem emlékszik majd, hogy apja elmegyógyintézetbe záratta). Kurt és Varangy összefog a lány kiszabadítása érdekében. Megjegyzés: Először jelenik meg Agymester. |                                                                                    |             |                             |                      |
| 8 | Önuralom (Self Possessed)                                                          | Curt Geda   | Greg Johnson                | 2002. november 16.   |
| Vadócban eluralkodik a disszociatív személyiség, vagyis akinek az erejét eddig magába szívta az most egyszerre akar feltörni. Egy rockkoncerten barátnőjéhez Ristyhez is hozzáér és kiderül ő Mystique csak álcázta magát. Vadóc ámokfutásba kezd a városban, így az X-eken a feladat, hogy megmentsék őt. |                                                                                    |             |                             |                      |
| 9 | Lakat és zár alatt. (Under Lock and Key)                                           | Frank Paur  | Sean Roche                  | 2002. november 10.   |
| Angyal meglátja Gambit-et, miközben ellop egy rejtélyes tárgyat, de amikor megpróbálja megállítani őt, Mesmero lefegyverzi. Mikor Mesmero megint lopni akar egy másik tárgyat, akkor az X-Men-ek és Magneto csapata is megérkeznek, de később felfedezik, hogy valami nagyobb terv van készülőben. Hamarosan mindkét csapat szembe száll egy pókkal, ami gyakorlatilag megállíthatatlan. Megjegyzés: Ebben az epizódban a képregény szerinti eredeti X-Men csapat, akik a pók ellen küzdenek az Küklopsz, Bestia, Jean Grey, Jégember és Angyal. |                                                                                    |             |                             |                      |
| 10 | Hajókirandulás (Cruise Control)                                                    | Gary Graham | Steve Granat & Cydne Clark  | 2003. augusztus 23.  |
| Az X-ek (kivéve X professzor, Bestia, Logan, Vadóc, Farkasember, Napfolt és Elektro) hajókirándulásra mennek. Mindazonáltal Magma beteggé válik miközben szó szerint szenved attól, hogy nem érintkezhet a talajjal. Amikor Robbancs és Jégember elviszik egy szigetre, véletlenül elindít egy vulkánt. Amikor a vulkán azzal fenyeget, hogy megint kitör, Magma beleugrik a szívébe, hogy egyszer s mindenkorra elhallgattassa. |                                                                                    |             |                             |                      |
| 11 | X23 (X23)                                                                          | Curt Geda   | Craig Kyle & Chris Yost     | 2003. augusztus 2.   |
| Egy titokzatos gyilkos terrorizálja az X-kastélyt. Sorra kiüti az X-Meneket. Farkas megtudja, hogy a támadó az ő klónja, akit Dr. Deborah Risman hozott létre és szeretet nélkül nevelték a HYDRA főhadiszállásán. A lány azért jött, hogy örökre elintézze Logant, mert őt tartja felelősnek a sanyarú életéért. Megjegyzés: Ebben az epizódban jelenik meg Dr. Deborah Risman és X23. |                                                                                    |             |                             |                      |
| 12 | Sötét kilátások - 1. rész (Dark Horizon - Part 1)                                  | Frank Paur  | Craig Kyle & Chris Yost     | 2003. augusztus 9.   |
| Mesmero irányítása alatt tartja Vadócot és megparancsolja neki, hogy az X-ek, a Testvériség és Magneto újoncainak erejét lopja el. A 3 csapat vonakodva együttműködik és rájönnek arra, hogy Mesmero azért használja fel Vadócot, hogy felébressze Apokalipszist. |                                                                                    |             |                             |                      |
| 13 | Sötét kilátások - 2. rész (Dark Horizon - Part 2)                                  | Gary Graham | Craig Kyle & Chris Yost     | 2003. augusztus 16.  |
| A X-Menek, a Testvériség, és Magneto csapata követik Apokalipszist Egyiptomba, de képtelenek megakadályozni, hogy visszatérjen az életbe. Az emberiségnek most rettenetes veszéllyel kell szembe néznie. |                                                                                    |             |                             |                      |

## 4. évad
| # | Cím                                         | Rendező(k)  | Író(k)                        | Első vetítés         |
| --- | ------------------------------------------- | ----------- | ----------------------------- | -------------------- |
| 1 | Kihatás (Impact)                            | Gary Graham | Greg Johnson                  | 2003. augusztus 30.  |
| Furcsa jelenség történik Apokalipszis nyomában. A dzsungelben egy maja piramist körbevesz egy áthatolhatatlan pajzs, még a föld alatt is. Az X-Men csapat engedélyt kap a kormánytól, hogy tanulmányozzák a bázist. Azonban Magneto bosszút akar állni, de valami különös történik vele. Eközben Árnyék megpróbálja újraéleszteni anyját, Mystique-t, aki még mindig kővé van dermedve. Kurt buzgósága Vadócot nagyon megdöbbenti. Megjegyzés: Először jelenik meg Apokalipszis ereje teljében a teleportáló gépével. |                                             |             |                               |                      |
| 2 | Nem jó tettek (No Good Deed)                | Doug Murphy | William Forrest Cluverius     | 2003. szeptember 6.  |
| Wanda véletlenül balesetet okoz és a civileket a Testvériség menti meg, így ők a nap hősei. Ezt kihasználva fel akarják lendíteni a hírnevüket, ezért úgy döntenek, hogy baleseteket idéznek elő, azután megmentik a bajba esetteket. A terv egy ideig működik, de aztán túlzásba esnek... |                                             |             |                               |                      |
| 3 | X célpont (Target X)                        | Doug Murphy | Craig Kyle & Chris Yost       | 2003. szeptember 13. |
| Farkast elrabolja Vörös Omega, de sikerül elmenekülnie egy közeli erdőben. Ott találja a klónját, X-23-at. A lány küldetése, hogy elpusztítsa azt, aki létrehozta őt, vagyis Madame Hydra-t. Logan és klónja összefognak, hogy leszámoljanak a Hydra bázissal. Eközben Küklopsz és Jean Grey az Új Mutánsokat próbálják tanítani. Megjegyzés: Először jelenik meg Madame Hydra, Vörös Omega és Gauntlet. |                                             |             |                               |                      |
| 4 | A fiú bűnei (Sins of the Son)               | Gary Graham | Marsha F Griffin              | 2003. szeptember 20. |
| Charles Xavier fiát, David-et látszólag elrabolták. Charles, Ciklon, Küklopsz és Jean elindulnak a keresésére és kiderül, hogy többszörös személyiség él benne. A domináns és rosszindulatú személyisége, akit Lucas-nak hívnak eluralkodik rajta. Eközben, Kitty-nek és Kurt-nek van néhány balszerencsés esetük a betegségükön kívül. Megjegyzés: Először jelenik meg Légió. |                                             |             |                               |                      |
| 5 | Lázongás (Uprising)                         | Doug Murphy | Bob Forward                   | 2003. szeptember 27. |
| Tüske továbbra is védelmezi csatorna lakó barátait. Ő nem fél, hogy kimenjen a nyilvánosság elé, annak ellenére, hogy a mutánsokkal szembeni előítéletek egyre csak nőnek. A mutánsellenes Duncan Matthews és barátai vadásznak Tüskére és eközben rábukkannak egy Dorian Leech nevű kisfiúra. Nick Fury, a SHIELD vezetője megbízza Bolivar Trask-et, hogy építsenek új, továbbfejlesztett Őröket. Megjegyzés: Először jelenik meg Pióca. |                                             |             |                               |                      |
| 6 | Délies ízek (Cajun Spice)                   | Frank Paur  | Michael Merton & Greg Johnson | 2003. október 4.     |
| Gambit elrabolja Vadócot, hogy segítsen elfelejteni Mystique-t, de valójában csak azért kell neki a lány, hogy megtalálja fogságban tartott apját. Az X-ek észreveszik társuk hiányát, így Farkas néhány társával indul a keresésére. |                                             |             |                               |                      |
| 7 | Parányi esély (Ghost of a Chance)           | Gary Graham | Greg Johnson                  | 2003. október 11.    |
| Árnymacska találkozik Danielle Moonstarral és gyorsan összebarátkoznak. Másnap reggel felébred és rájön, hogy látszólag minden csak álom volt. Álmainak azonban mélyebb értelme van, ezért versenyt fut az idővel, hogy megtalálja új barátját. Megjegyzés: Először jelenik meg Danielle Moonstar. |                                             |             |                               |                      |
| 8 | Felemelkedés - 1. rész (Ascension - Part 1) | Doug Murphy | Greg Johnson                  | 2003. október 18.    |
| Apokalipszis terve, hogy mutánssá változtat minden embert a szunnyadó X-génnel. Irányítása alá vonta Magnetót, X professzort, Ciklont és Mystique-t. Ők a négy lovas, akik megvédik a piramisokat. Apokalipszis körül vette a világot energiapiramisok hálózatával, hogy végrehajthassa tervét. |                                             |             |                               |                      |
| 9 | Felemelkedés - 2. rész (Ascension - Part 2) | Frank Paur  | Greg Johnson                  | 2003. október 25.    |
| Annak érdekében, hogy megvédjék az emberiséget attól, hogy átváltozzanak mutánsokká, az X-Men, a Testvériség, a SHIELD, Magneto tanoncai, Angyal, Tüske, Plazma, és az Új Mutánsok minden erővel azon dolgoznak, hogy megmentsék az emberiséget és végetvessenek Apokalipszis uralmának. Vadóc végül legyőzi Apokalipszist az utolsó pillanatban, amikor Pióca erejét felhasználja. Az irányító szerkezet energiája elszáll és bezárja Apokalipszissal együtt, amiben Farkas is segít, és visszaküldik az időben. A professzor elmondja mindenkinek, aki segített megállítani a katasztrófát, hogy mit látott a jövőben, amikor Apokalipszis ellenőrzése alatt állt. Megjegyzés: A professzor egyik víziója az volt, hogy az X-Men-jei mind felnőnek, Vadóc már repülni is képes, amely azt a benyomást kelti, hogy valakinek egy nap elnyeli az összes erejét - talán Miss Marvel-ét. Egy másik látomásban Jean teljesen átadja magát a Főnix énjének, a Testvériség a SHIELD tagjai lesznek. A végső csoportképen Gambit karon fogja Vadócot. Bár nem egy párként szerepelnek ebben a verzióban, ez azt is mutatja, hogy vannak egymás iránti érzéseik és esetleg együtt lesznek a jövőben. Mindazonáltal, Frank Paur rendező szerint a felnőtt X-Men képhez javasolt egy Küklopsz és Vadóc közti jövőbeli kapcsolatot. |                                             |             |                               |                      |